# Tinodes austrotagalica
Tinodes austrotagalica är en nattsländeart som beskrevs av Wolfram Mey 1998. Tinodes austrotagalica ingår i släktet Tinodes och familjen tunnelnattsländor. Inga underarter finns listade i Catalogue of Life.